# Question 7
Question 7 är en västtysk-amerikansk film från 1961, har vunnit många utmärkelser på tyska filmfestivaler.

## Handling
Far och son måste båda bestämma sig för hur framtiden ska bli och viljan att stå upp för sin övertygelse.

## Om filmen
Filmen är inspelad i Berlin. Den hade världspremiär vid filmfestivalen i Berlin i juni 1961, den har inte haft svensk premiär.

## Rollista
- Michael Gwynn - pastor Friedrich Gottfried
- Christian De Bresson - Peter Gottfried, sonen
- Almut Eggert - Anneliese Zingler, dottern
- Margaret Jahnen - Gerda Gottfried
- Erik Schumann - Rolf Starke, lärare
- Leo Bieber - Herr Rettmann, partisekreterare
- Max Buchsbaum - Hermann, polisinspektör
- John Ruddock - Martin Kraus, kyrkvaktmästare
- Eduard Linkers - Otto Zingler, verkmäsare
- Fritz Wepper - Heinz Dehmert, ungdomsledare
- Philo Hauser - Friseur, kyrkvärd
- Ernst Konstantin - biskop
- Helmo Kindermann - Luedtke, poliskonstapel
- Louis V. Arco - Herr Dörfl, kyrkvärd
- Sigurd Lohde - Herr Kesselmair, bonde och kyrkvärd
- Rolf von Nauckhoff - Karl Marschall, kyrkvärd

## Utmärkelser
- 1961 - Filmfestivalen i Berlin - OCIC-priset, Stuart Rosenberg
- 1961 - Filmfestivalen i Berlin - Unga filmpriset, Stuart Rosenberg
- 1961 - NBR-priset, bästa film
- 1962 - Tyska filmpriset - specialpris i silver för spelfilm